# Ustwo
Ustwo Fampany Limited (couramment typographié en ustwo) est un studio de développement de logiciels basé à Londres. Fondé en 2004, Ustwo s'est fait remarquer comme développeur avec la sortie en 2014 de Monument Valley, qui a remporté de nombreux prix et s'est vendu à plus de deux millions d'exemplaires en un an. Parallèlement à sa division Ustwo Games, la société continue de produire d'autres logiciels pour une gamme d'appareils informatiques via Ustwo Studios, d'investir dans de nouvelles entreprises via Ustwo Adventure et d'aider à encadrer de jeunes talents au sein de la Fondation Ustwo.

## Historique
Ustwo est fondée par Matt « Mills » Miller et John « Sinx » Sinclair dans le quartier de Shoreditch à Londres en novembre 2004, sous le nom « Ustwo Studio, Ltd ».
Ustwo se fait connaître auprès du grand public avec la sortie de Monument Valley en 2014, jeu d'énigmes inspiré par les oeuvres de M. C. Escher. Le jeu est salué par la critique. Il est labellisé « Editors Choice » de l'Apple Store et remporte l'Apple Design Award en 2014. Ustwo développe dans les années suivantes plusieurs autres titres pour iOS, à commencer par Monument Valley 2 en 2017 puis Assemble with Care en 2019.
En 2019, Ustwo est critiqué pour l'ouverture d'une procédure de licenciement à l'encontre du développeur Austin Kelmore, du fait de l'activité syndicale de ce dernier.

## Jeux développés
| Année | Titre                            | Plateforme(s) |
| ----- | -------------------------------- | --- |
| 2011  | Whale Trail (en)                 | Android, iOS |
| 2013  | Blip Blup                        | Android, iOS |
| 2014  | Monument Valley                  | Android, iOS, Microsoft Windows, Windows Phone                                                                          |
| 2015  | Land's End                       | Oculus Go, Samsung Gear VR                                                                                              |
| 2017  | Monument Valley 2                | Android, iOS, Microsoft Windows                                                                                         |
| 2019  | Assemble with Care               | iOS, Microsoft Windows                                                                                                  |
| 2019  | Headed South                     | Android |
| 2020  | Go Go Bots                       | Navigateur |
| 2020  | Alba: A Wildlife Adventure (en)  | iOS, macOS, Microsoft Windows, Nintendo Switch, PlayStation 4, PlayStation 5, tvOS, Xbox One, Xbox Series X et Series S |
| 2022  | Desta: The Memories Between (en) | Android, iOS, Microsoft Windows, Nintendo Switch                                                                        |

### Traduction
- (en) Cet article est partiellement ou en totalité issu de l’article de Wikipédia en anglais intitulé « Ustwo » (voir la liste des auteurs).